# Filip Bradarić
Filip Bradarić (Split, Croacia, 11 de enero de 1992) es un jugador croata de fútbol que juega de mediocampista en el H. Š. K. Zrinjski Mostar.

## Selección nacional
En noviembre de 2016 recibió su primera convocatoria a la selección nacional de fútbol de Croacia para partidos contra la selección de Irlanda del Norte.
En mayo de 2018 fue nombrado en el plantel preliminar de jugadores de Croacia para la Copa Mundial de la FIFA 2018 en Rusia. El 4 de junio fue incluido en la lista definitiva. El 26 de junio sustituyó a Luka Modrić en el minuto 65 del partido contra Islandia, convirtiéndose en el tercer jugador en la historia del H. N. K. Rijeka en participar en la Copa Mundial de la FIFA.

### Participaciones en Copas del Mundo
| Mundial                        | Sede  | Resultado  | Partidos | Goles |
| ------------------------------ | ----- | ---------- | -------- | ----- |
| Copa Mundial de Fútbol de 2018 | Rusia | Subcampeón | 1        | 0     |

## Clubes
| Club                           | País                 | Año       |
| ------------------------------ | -------------------- | --------- |
| H. N. K. Hajduk Split          | Croacia              | 2011-2015 |
| N. K. Primorac 1929 (cedido)   | Croacia              | 2011-2013 |
| H. N. K. Rijeka                | Croacia              | 2015-2018 |
| Cagliari Calcio                | Italia               | 2018-2021 |
| H. N. K. Hajduk Split (cedido) | Croacia              | 2019-2020 |
| R. C. Celta de Vigo (cedido)   | España               | 2020      |
| Al-Ain F. C. (cedido)          | Arabia Saudita       | 2020-2021 |
| Al-Ain F. C.                   | Arabia Saudita       | 2021-2022 |
| H. Š. K. Zrinjski Mostar       | Bosnia y Herzegovina | 2023-     |

## Palmarés

### Títulos nacionales
| Título                       | Club                     | País                 | Año     |
| ---------------------------- | ------------------------ | -------------------- | ------- |
| Primera Liga de Croacia      | H. N. K. Rijeka          | Croacia              | 2016-17 |
| Copa de Croacia              | H. N. K. Rijeka          | Croacia              | 2016-17 |
| Copa de Bosnia y Herzegovina | H. Š. K. Zrinjski Mostar | Bosnia y Herzegovina | 2023-24 |